# Tõikvere
Tõikvere är en ort i Estland. Den ligger i Torma kommun och landskapet Jõgevamaa, i den centrala delen av landet, 130 km sydost om huvudstaden Tallinn. Tõikvere ligger 92 meter över havet och antalet invånare är 129.
Terrängen runt Tõikvere är platt, och sluttar österut. Runt Tõikvere är det mycket glesbefolkat, med 6 invånare per kvadratkilometer. Närmaste större samhälle är Jõgeva, 16,5 km väster om Tõikvere. Omgivningarna runt Tõikvere är en mosaik av jordbruksmark och naturlig växtlighet.